# Prava kri (TV-serija)
Prava kri (izvirno True Blood) je ameriška znanstveno fantastična drama, ki jo je premierno prikazal HBO 7. septembra 2008. Serija je zasnovana po romanih Southern Vampire Mysteries pisateljice Charlaine Harris.
Po začetku množične izdelave umetne krvi, se po vsej deželi v javnosti pojavljajo vampirji. V Louisiani Sookie Stackhouse natakarico s telepatskimi sposobnostmi (branje misli), očara privlačni 173-letni vampir Bill Compton.

## Sezone
| Sezone   | Epizode | Prvič predvajano na HBO               | Prvič predvajano na TV3              |
| -------- | ------- | ------------------------------------- | ------------------------------------ |
| 1.sezona | 12      | 7. september 2008 - 23. november 2008 | 5.september 2010 - 21. november 2010 |
| 2.sezona | 12      | 14. junij 2009 - 13. september 2009   |                                      |
| 3.sezona | 12      | 13. junij 2010 - 12. september 2010   |                                      |
| 4.sezona | 12      | 2011                                  |                                      |

### Prva sezona
Glavna tema sezone je umor ženske, povezane s Sookiejinim bratom Jasonom. Po tem, ko sta bila z Jasonom, sta Maudette Pickens in Dawn Green umorjena. Čeprav je detektiv Bellefleur brez dvoma, da je Jason morilec, pa ga mestni šerif nima za osumljenca. Kmalu za tem pa je umorjena še Jasonova in Sookiejina babica.
Prva sezona se prav tako osredotoča na odnos Sookie — Bill in Sam — Tara. Bill Sookie pojasni pravila vampirske družbe in je po umoru vampirja, ko jo brani, za kazen primoran spremeniti mlado dekle z imenom Jessica v vampirja. Po umoru Maudette Pickens in Dawn Green postane Jason zasvojen z vampirjevo krvjo in ima kratko razmerje z Amy Burley, ki se konča, ko jo Drew umori. Sezona se konča z odkritjem trupla v avtomobilu detektiva Andyja Bellefleurja na parkirišču pri Merlottu.

### Druga sezona
/

### Tretja sezona
/

### Četrta sezona
/

## Glavni igralci
- Anna Paquin - Sookie Stackhouse
- Stephen Moyer - Bill Compton
- Sam Trammell - Sam Merlotte
- Ryan Kwanten - Jason Stackhouse
- Rutina Wesley - Tara Mae Thornton
- Nelsan Ellis - Lafayette Reynolds
- Alexander Skarsgård - Eric Northman
- Deborah Ann Woll - Jessica Hamby
- Kristin Bauer - Pamela Swynford De Beaufort
- Marshall Allman - Tommy Mickens

## Nagrade in priznanja
- 2008 Nagradi Saturn (najboljša igralka v seriji Anna Paquin; najboljši stranski igralec Nelsan Ellis)
- 2009 Nagradi Ewwy (naj dramska serija; najbolši stranski igralec Nelsan Ellis)
- 2009 4 nagrade Scream (naj TV-serija; naj igralka Anna Paquin; naj igralec Stephen Moyer; naj hudobni igralec Alexander Skarsgård)
- 2009 2 nagradi Emmy in še 2 nominaciji
- 2009 Nagrada zlati globus (naj igralka Anna Paquin)
- 2010 Nagrada People's Choice za naj obsedno TV-serijo